# سامي كليب
سامي كليب إعلامي لبناني يحمل الجنسية الفرنسية. كان يقدم برنامج «لعبة الأمم» في قناة الميادين بعد أن اشتهر بتقديم برنامج زيارة خاصة و «الملف» على قناة الجزيرة. كان يشغل منصب رئيس تحرير في إذاعة مونت كارلو وإذاعة فرنسا الدولية، ثم أصبح المستشار الرئاسي للهولدينغ الإعلامي الفرنسي الموجه للعالم العربي والذي كان يضم «إذاعة مونت كارلو الدولية وراديو فرنسا الدولي وتلفزيون فرنسا 24» كما كان مديراً لمكتب صحيفة السفير اللبنانية في باريس وكتب في عدد من الصحف العربية والأجنبية وبين العربية منها الرأي الكويتية والأخبار اللبنانية. 
حصل على ماجستير في تحليل الخطاب السياسي من جامعة السوربون الثالثة في فرنسا ثم تابع الدراسات العليا في قسم الاعلام في السوربون.
قدم برنامجا سياسيا يعنى بالإنتخابات اللبنانية بعنوان 50/50 على شاشة المؤسسة اللبنانية للإرسال 

## مساهمته
ساهم في تأسيس قناة الميادين لصاحبها غسان بن جدو وتولّى إدارة الأخبار فيها منذ تأسيسها عام 2011. برنامج لعبة الأمم يتابع الشؤون السياسية والفكرية عبر نقاشات ومعلومات جديدة كل أسبوع، خلافاً لبرنامج زيارة خاصة الذي كان يهتم بالشخصيات السياسية والاجتماعية كذلك بالأدباء والشعراء والفلاسفة وحتى شخصيات عادية لكنها كانت ذات تأثير في مجتمع ما. وقد قدم البرنامج كثير من الشخصيات الهامة وبينها:
- من العراق: المرجع الديني الإمام الشيخ محمد مهدي الخالصي
- من اليمن: نواب الرئيس: سالم صالح، عبد المجيد الزنداني، رئيس مجلس النواب الشيخ عبد الله الأحمر وشيخ مشايخ بكيل سنان أبولحوم.
- من المغرب: مستشارو الملك: عبد الهادي أبو طالب، عبد الهادي التازي، عبد الكريم الخطيب.
- من الجزائر: اللواء خالد نزّار، فتيحة بوضياف أرملة الرئيس محمد بوضياف، المناضلة إيغيل أحريز، الكاتبة الونيسي. عبد الحميد الإبراهيمي رئيس الحكومة الأسبق
- من السودان: وزير الخارجية مصطفى عثمان إسماعيل، وزير الخارجية ونائب الرئيس منصور خالد.
- من دبي: رجلا الأعمال البارزان جمعة الماجد وحسين سجواني.
- من مصر: الرئيس السابق صوفي أبو طالب الذي تولى مكان الرئيس أنور السادات بعد اغتياله.
- من الأردن: رئيس الوزراء السابق طاهر المصري، رئيس مجلس النواب السابق عبد اللطيف عربيات، رئيس الديوان الملكي السابق عدنان أبو عودة. ناصر الدين الأسد
- من لبنان: أمين عام حزب الله حسن نصر الله[3]
- من الكتاب العرب: نوال السعداوي، صنع الله إبراهيم، إلياس خوري، سميح القاسم، جمال الغيطاني، دومينيك إده، عبد الوهاب المسيري.
- من فلسطين:، البطريرك ميشيل صباح والمطران عطا الله حنا، ليلى خالد، تيريز هلسة، حليمة فريتخ.
- من سوريا: علي صدر الدين البيانوني
- من تونس: راشد الغنوشي
- من كندا: زعماء الهنود الحمر.
- من فرنسا: أبرز المستشارين الرئاسيين والكتاب: جاك أتالي، جيل ميناج، جيل بيرو، زعيم الحركة اليمينية المتطرفة جان ماري لوبان، الأميرال جاك لانغكاسد قائد الجيوش البحرية الفرنسية، وغيرهم من الشخصيات الهامة، عبد الحق ديقرني مدير المركز الفلكي.

## مقالاته
كتب سامي كليب العديد من المقالات وخاصة ما يتعلق بالشأن السوري وكان أهمها ما كتبه في جريدة الأخبار اللبنانية عندما كشف عن وثائق حول دور أبو مازن في جنيف2 
أصدر في ديسمبر 2015 كتاباً بعنوان «الأسد بين الرحيل والتدمير الممنهج».
سامي كليب والإجرام الفكري

## الحياة الشخصية
كان متزوجاً من زميلته السابقة في قناة الجزيرة الإعلامية السورية لونا الشبل لكنهما انفصلا عام 2013.
أشار في مقابلة له في برنامج منا وجر على قناة إم تي في اللبنانية إلى أنه كان يتقاضى 1.3 مليون دولار سنوياً في قناة الجزيرة. وهو يعتبر رقماً كبيراً في العالم العربي، حيث أشار إلى أنه يتقاضى مبلغاً أقل بكثير في قناة الميادين.
التقطت له صورة وهو ممسك بيد الفنانة السورية سوزان نجم الدين ما جعل الناس يعتقدون أن هناك مشروع خطوبة بينهما، لكن كلاهما أشار أن الأمر كان مجرد مزاح.
استقال من قناة الميادين التي عمل فيها منذ تأسيسها في 2012 في 22 نوفمبر 2019.

## أعماله

### البرامج
- الملف، قناة الجزيرة
- زيارة خاصة، قناة الجزيرة
- لعبة الأمم، قناة الميادين
- خمسين خمسين، ال بي سي، 2022
- الرئيس ، الجديد ،2022
- مدار الغد، قناة الغد، 2024 - الٱن

### الكتب
- الأسد بين الرحيل والتدمير الممنهج: الحرب السورية بالوثائق السرية، دار الفارابي، 2016
- الرسائل الدمشقية، دار الفارابي، (بالاشتراك مع فيصل جلول)، 2017
- البراغماتية (القولفعلية) في تحليل أفعال الخطاب السياسي - خطابا ترامب والملك سلمان نموذجاً، دار الفارابي، 2017
- خطاب الأسد من الإصلاح إلى الحرب: أسرار - تحليل - توثيق، دار الفارابي، 2017
- الرحالة؛ هكذا رأيت العالم، مؤسسة نوفل، 2018
- الرسائل المغربية: عشرون كاتبا عربيا يروون مدن المغرب وطيفا من وقائعه، دار الفارابي، (بالاشتراك مع فيصل جلول)، 2019
- الرسائل الخليجية؛ اثنان وعشرون كاتباً عربياً يروون مدن الخليج وقضاياه، مؤسسة نوفل، (بالاشتراك مع فيصل جلول)، 2021
- الرسائل اللبنانية: قرن من القلق بين الانتداب والتحرير، مؤسسة نوفل، (بالاشتراك مع فيصل جلول)، 2022
- تدمير العالم العربي: وثائق الغرف السوداء، مؤسسة نوفل، 2022

## وصلات خارجية
- سامي كليب في برنامج «بلا تشفير»، قناة الجديد نوفمبر 2016